# Psalm 50
Der 50. Psalm ist als Asafpsalm Teil des Buches der Psalmen.

## Autor
Das Präskript des Psalm lässt sich mit „Asaf zugehörig“ übersetzen. Es gibt mehrere biblische Personen dieses Namens (– unter ihnen der Gesangsmeister Asaf –); auch die Art der Zugehörigkeit lässt sich nicht präzisieren. Sie kann als Autorenschaft interpretiert werden, genauso aber auch als Autorisierung, Eponymie, Widmung oder Verwendung. Daher gilt aus Sicht der biblischen Exegese der Verfasser als unbekannt.

## Inhalt
Der Psalm beschreibt ein Gericht, bei dem der Angeklagte, hier das Volk Israel, mit einer Verwarnung davonkommt.
- Die Verse 1–6 beschreiben, wie der Herr von Zion aus, sein Volk zusammenruft, um es zu richten.

Der Prozess wird in zwei Akten dargestellt, welche sich auch im Urteil niederschlagen.
- A (V. 7–15): Klage gegen die Treuen
  - B (V. 16–21): Klage gegen die Gottlosen
  - B (V. 22): Verwarnung an die Gottlosen
- A (V. 23): Verwarnung an die Treuen

Der erste Teil (A) geht an alle, die ihm stets opfern. Sie fordert er auf, ihn in Tat und Wahrheit zu ehren, anstatt durch Rituale. Er verwarnt und ermutigt sie, ihre Wege nun ganz auf Gott zu richten, und verheißt ihnen sein Heil.
Im zweiten Teil (B) richtet er sich an die Gottlosen und deckt ihr Tun ohne Gnade auf. Die Verwarnung an sie ist klar. Ändern sie ihre Einstellung nicht, folgt das Gericht.
Nach Charles Haddon Spurgeon kann der Psalm folgendermaßen eingeteilt werden:
- V. 1–6: Der Herr ruft die ganze Welt auf zugegen zu sein, da er sein Volk richten will.
- V. 7–15: Er zeigt, wie der Gottesdienst sein muss, wenn er Gott angenehm sein soll.
- V. 16–21: Eine Klage gegen die gottlosen Heuchler.
- V. 22: Ein Drohwort
- V. 23: Ein Wink zum Heil